# 쓰이키촌
쓰이키촌(築城村)은 일본 후쿠오카현 지쿠조군에 존재했던 촌이다. 현재의 지쿠조정의 일부에 해당한다.

## 역사
- 1889년 4월 1일 - 정촌제 시행에 의해 쓰이키군 쓰이키촌이 성립하였다.
- 1896년 4월 1일 - 지쿠조군이 되었다.
- 1955년 4월 1일 - 가미키이촌, 시모키이촌과 합병해 쓰이키정이 성립, 동일 쓰이키촌은 폐지되었다.

## 참고문헌
- 『市町村名変遷辞典』東京堂出版、1990年。